# 朗德维埃耶
朗德维埃耶（法語：Landevieille，法語發音：[lɑ̃dvjɛj]）是法国卢瓦尔河地区大区旺代省的一个市镇，属于莱萨布勒多洛讷区。

## 地理
朗德维埃耶（46°38'27"N, 1°48'23"W）面积13.57 平方千米，位于法国卢瓦尔河地区大区旺代省，该省份为法国西部沿海省份，北起大西洋卢瓦尔省和曼恩-卢瓦尔省，西临大西洋，南至滨海夏朗德省，东部及东南部与德塞夫勒省接壤。
与朗德维埃耶接壤的市镇（或旧市镇、城区）包括：维河畔莱吉永、滨海布雷蒂尼奥勒、拉谢兹日罗、拉沙佩勒埃尔米耶、圣于连德朗德、滨海布雷姆、韦雷。

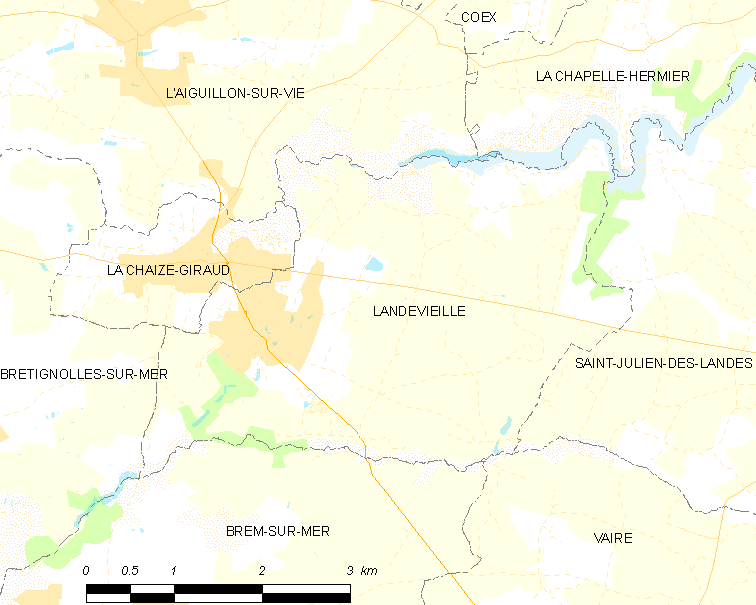
朗德维埃耶的OSM定位图

朗德维埃耶的时区为UTC+01:00、UTC+02:00（夏令时）。

## 行政
朗德维埃耶的邮政编码为85220，INSEE市镇编码为85120。

## 政治
朗德维埃耶所属的省级选区为圣伊莱尔德里耶县。

## 人口

1962-2008年间朗德维埃耶人口变化图示

朗德维埃耶于2022年1月1日时的人口数量为1512人。